# ドイツのビール
ドイツのビールでは、ドイツで製造されるビールの概要について記す。

## 歴史
ゲルマン人が定住生活に入った紀元前1800年頃には、すでにビールが作られていたことが記録されている。紀元前800年ごろのビールジョッキが、クルムバッハで発見されている。
ドイツではビールの品質に関する条例をアウクスブルクで1156年に、エアフルトで1434年、レーゲンスブルクで1447年に公布していた。これらは自治体レベルの条例であったが、1516年4月23日にバイエルン公ヴィルヘルム4世が「ビール純粋令」を公布することによって、不正を働くビール製造業者を国家レベルで取り締まったり、国家レベルでビールの品質向上を目指す世界初の食品条例となった。
19世紀になると下面発酵によるラガービールが発明される。アントン・ドレハーとガブリエル・ゼードルマイル2世とが冷蔵技術を完成させ、下面発酵ビールの醸造技術を確立。1842年にはピルゼンにおいてピルスナーが完成する。1873年にカール・フォン・リンデが冷凍機を発明し、冷やして飲むビール文化も定着するようになった。19世紀後半になるとフランスのルイ・パスツールが「上面発酵より下面発酵の方がビールの質が落ちるのを防止する上で決定的に有利である」と主張し、こういった事情もあってビールの主流は上面発酵のエールから下面発酵のラガーへと切り替わった。
1919年にバイエルンがヴァイマル共和政に参加する条件の1つにドイツ全体でのビール純粋令の採択を挙げており、これが採択されビール純粋令はドイツの国法となった。
欧州共同体 (EC)発足にあたって、ビール純粋令は非関税障壁として問題とされ、ドイツ国外への輸出ビール、ドイツ国内への輸入ビールには適用されなくなった。
1993年、ドイツ政府はビール純粋令をビール酒税法の一部として改めて法制化した。この新しい法では、醸造に用いる酵母によって、原料を制限している。
2016年時点で、ドイツ国内では若者や女性の健康志向などから「ビール離れ」が進んでいる。

## ドイツビールの分類
代表例
- ピルスナー - ドイツで最も人気のあるビールのスタイル。消費量は全体の65%を占める。
- ケルシュ
- ボック
- ベルリーナー・ヴァイセ
- アルトビール

使用酵母による分類
上面発酵
上面発酵酵母（エール酵母）によって醸造される代表的なドイツビール
- アルトビール
- ケルシュ
- ヴァイツェン

下面発酵
下面発酵酵母（ラガー酵母）によって醸造される代表的なドイツビール
- ピルスナー
- ヘレス
- メルツェンビア
- エクスポートビア

## PGIに指定されたドイツビール
1912年に欧州議会で制定された地理的表示保護（Protected geographical indication、略称PGI）で認定されたドイツビールは以下の12種類。
- Bayerisches Bier（バイエリシェス・ビア）
- Bremer Bier（ブレーマー・ビア）
- Dortmunder Bier（ドルトムンダー・ビア）
- Gögginger Bier（ゲッギンガー・ビア）
- Hofer Bier（ホーファー・ビア）
- Kölsch（ケルシュ）
- Kulmbacher Bier（クルムバッハ・ビア）
- Mainfranken-Bier（マインフランケン・ビア）
- Münchner Bier（ミュンヒナー・ビア）
- Reuther Bier（ロイター・ビア）
- Rieser Weizenbier（リーザー・ヴァイツェンビア）
- Wernesgrüner Bier（ウェルネスグリューナー・ビア）

## エピソード・成句
- 「ビールを飲みながら政府の悪口を言うのはドイツ人の基本的な欲求だ」 - 19世紀の鉄血宰相ビスマルクの言葉。2016年4月23日のビール純粋令制定500年記念式典においてメルケル首相によって引用された[7][8]。
- 「それは我々のビールではない(Das ist nicht unser Bier.)」 - 英語慣用句の「It's not our business.」と同じで、「それは我々の知ったことではない」の意図となる[9]。
- 「ワインの次にビールはやめておけ、ビールの次にワインはお勧めだ(Bier auf Wein, dass lass sein - Wein auf Bier, das rat' ich dir.)」 - ドイツのことわざ[10][11]
- 「ビールが無ければ飲むものはない(Wer kein Bier hat, der hat nichts zu trinken.)」 - ビールを愛した宗教改革者ルターの言葉[12]。

## 関連文献
- 笠原秀夫「西ドイツのビール」『日本釀造協會雜誌』第61巻第8号、日本釀造協会、1966年、692-695頁、doi:10.6013/jbrewsocjapan1915.61.692。